# Geranomyia deleta
Geranomyia deleta là một loài ruồi trong họ Limoniidae. Chúng phân bố ở miền Australasia.